# Anapistula caecula
Anapistula caecula is een spinnensoort uit de familie Symphytognathidae. De soort komt voor in Ivoorkust en is de kleinste spinnensoort ter wereld.